# Бібліотека «Преображенська» для дітей
Бібліотека «Преображенська» для дітей Солом'янського району м.Києва. 
Входить до складу Централізованої бібліотечної системи Солом'янського району м.Києва.

## Адреса
03067 м.Київ вул. Максима Кривоноса, 19, тлф 249-72-16

## Характеристика
Площа приміщення бібліотеки - 259 м², книжковий фонд - 35,1 тис. примірників. Щорічно обслуговує 3,0 тис. користувачів. Кількість відвідувань - 29,0 тис., книговидач - 65,0 тис. примірників.

## Історія бібліотеки
Бібліотека створена у серпні 1951 року. У жовтні 1952 року, а згодом у грудні 1953 бібліотека отримала нові, більші за площею приміщення. У жовтні 1965 року Постановою Ради Міністрів УРСР бібліотеці присвоєно ім'я радянського партизана Олександра Пироговського. У лютому 2020 року бібліотека отримувала назву «Преображенська». 
Бібліотека визначена базовою бібліотекою для дітей району. Впроваджує інноваційні форми роботи. Однією з перших у місті створила комплексну цільову правову програму "Всі ми родом із дитинства". Має цікаві напрацювання з морального, естетичного виховання, досвід співпраці з державними структурами і громадськими організаціями: відділом сім'ї і молоді, дільничними інспекторами, юристами, психологами. Велика увага приділяється організації проведення дозвілля дітей, вихованню культури читання та інформаційної грамотності.
Структура: відділ обслуговування дошкільників і учнів 1 - 3 класів; відділ обслуговування учнів 5 - 9 класів